# 劉汝為
劉汝為（1460年—？），字廷宣，直隸保定府唐縣人，軍籍，明朝政治人物。

## 生平
順天府鄉試第四十七名舉人。弘治九年（1496年）中式丙辰科會試第二百七十名，三甲第八十八名進士。

## 家族
曾祖劉聚；祖父劉著，教諭；父劉瑜，母袁氏；繼母寇氏。具庆下。